# Scotorepens balstoni
Scotorepens balstoni (Thomas, 1906) è un pipistrello della famiglia dei Vespertilionidi diffuso in Australia.

## Descrizione

### Dimensioni
Pipistrello di piccole dimensioni, con la lunghezza della testa e del corpo tra 42 e 60 mm, la lunghezza dell'avambraccio tra 32 e 40 mm, la lunghezza della coda tra 20 e 42 mm, la lunghezza delle orecchie tra 11 e 14 mm e un peso fino a 12,5 g.

### Aspetto
Il corpo è snello. Le parti dorsali variano dal fulvo-olivastro al color sabbia, mentre le parti ventrali sono bruno-grigiastre chiare con la punta dei peli bianca. Il muso è molto largo, dovuto principalmente alla presenza di due masse ghiandolari sui lati. Le orecchie sono strette, con il margine anteriore leggermente convesso, la punta arrotondata e il lobo basale anteriore moderatamente largo. Il trago è curvato in avanti, con il margine anteriore leggermente concavo e quello posteriore convesso. La coda è lunga ed inclusa completamente nell'ampio uropatagio.

## Biologia

### Comportamento
Si rifugia nelle cavità degli alberi e nelle soffitte delle case. Inizia l'attività predatoria prima del tramonto, catturando le prede all'interno o al disotto della copertura forestale. Il volo viene effettuato tramite battiti d'ala rapidi e tremolanti.

### Alimentazione
Si nutre di insetti.

### Riproduzione
Le femmine danno alla luce 1-2 piccoli una volta durante il mese di novembre e dopo circa sette mesi di gestazione.

## Distribuzione e habitat
Questa specie è diffusa largamente nelle zone più aride dell'Australia.
Vive in ambienti aridi tra i 40 e 480 metri di altitudine.

## Conservazione
La IUCN Red List, considerato il vasto areale, la popolazione numerosa e la presenza in diverse aree protette, classifica S.balstoni come specie a rischio minimo (Least Concern)).